# Тартак (Жмеринский район)
Тартак (укр. Тартак) — село на Украине, находится в Жмеринском районе Винницкой области.
Код КОАТУУ — 0521083612. Население по переписи 2001 года составляет 352 человека. Почтовый индекс — 23100. Телефонный код — 4332.
Занимает площадь 1,03 км².

## Адрес местного совета
23108, Винницкая область, Жмеринский р-н, с. Лелякы, ул. Ленина, 32